# Parwa liga
Die Parwa liga oder efbet Liga (bulgarisch Първа професионална футболна лига Parwa profesionalna futbolna liga, kurz Първа лига Parwa liga „Erste (professionelle Fußball-)Liga“, efbet Лига) ist die höchste professionelle Fußball-Liga in Bulgarien. Sie wird zusammen mit der darunter angesiedelten Spielklasse, der Wtora liga, vom Bulgarischen Fußballverband ausgerichtet.

## Geschichte
Bereits 1913 wurde die erste inoffizielle Fußball-Meisterschaft ausgetragen, deren Sieger Slawia Sofia wurde. Nach dem Ersten Weltkrieg wurde der Wettbewerb ab 1921 unter dem Namen Sofioter Liga ausgetragen. Im Jahre 1924 erfolgte der FIFA-Beitritt Bulgariens, und sofort wurde eine nationale Meisterschaft gestartet. Bis 1937 spielte man im Pokalmodus, zu dem man noch einmal zwischen 1941 und 1948 zurückkehrte.
Der Bulgarische Pokal wurde ab der Saison 1937/38 ausgespielt, hielt sich aber vorerst nur für vier Jahre. Erst ab 1980 wurde dieser Wettbewerb wieder regelmäßig ausgetragen. Von 1946 bis 1991 gab es außerdem einen Pokal der Sowjetarmee.
Im Sommer 2012 entschied der bulgarische Fußballverband, die A Grupa auf 12 Teams zu reduzieren. Um die gewünschte Anzahl zu erreichen, werden in den Saisons 2012/13 und 2013/14 je vier Teams in die zweite Liga absteigen und nur zwei aufsteigen. In der Spielzeit 2012/13 sind die vier letztplatzierten Teams der Saisonabschlusstabelle fix abgestiegen, in der Saison 2013/14 wurde ein Relegationsplayoff gespielt, an dem die Teams auf den Rängen 8 bis 14 teilnehmen, um die Absteiger zu ermitteln.
Bei Punktgleich zählt der direkte Vergleich. Ist auch dieser gleich, dann die Anzahl der mehr erzielten Auswärtstore.
Sieger der diesjährigen Saison ist wieder Ludogorez Rasgrad.

## Sponsoren der Liga
- August 1998 – Juni 2001: Kamenitza
- August 2001 – Juni 2003: M-tel
- August 2003 – Juni 2005: Zagorka
- August 2005 – Juni 2011: TBI Bulgaria
- August 2011 – Juni 2013: Victoria
- August 2013 – Juni 2014: News7
- August 2014 – Juni 2019: kein Sponsor
- seit August 2019: efBet

## Aktueller Modus
Die 16 Mannschaften treffen in Hin- und Rückrunde aufeinander. Die Mannschaften auf den Plätzen 1 bis 6 erreichen die Meisterschaftsrunde. Die Teams, die die Plätze 7 bis 10 belegen qualifizieren sich für die Europa-Conference-League-Runde und die Teams auf den Plätzen 11 bis 16 bestreiten die Abstiegsrunde. In allen 3 Runden treffen die qualifizierten Mannschaften wieder in Hin- und Rückspiel aufeinander. 
Der Sieger der Meisterschaftsrunde ist bulgarischer Meister und tritt in der 1. Qualifikationsrunde zur UEFA Champions League an. Der Zweitplatzierte spielt in der 2. Qualifikationsrunde zur UEFA Europa Conference League. Ebenfalls in der 2. Qualifikationsrunde der Conference League startet der bulgarische Pokalsieger. Einen weiteren Platz in diesem Wettbewerb spielen in einem Play-off der 3. der Meisterschaftsrunde und der Sieger der Europa-Conference-League-Runde aus. Falls der Pokalsieger einen der 3 ersten Plätze der Meisterschaftsrunde belegt, qualifiziert sich der 4. der Meisterschaftsrunde für das Play-off-Spiel. 
Die letzten beiden Mannschaften der Abstiegsrunde steigen in die Wtora liga ab. Der drittletzte trifft auf die drittbeste aufstiegsberechtigte Mannschaft der Wtora liga in einem Relegations-Spiel um einen letzten Platz für die kommende Saison.

## Teilnehmer
In der Saison 2024/25 nehmen folgende Mannschaften teil:
| Team                | Stadt        | Heimstadion                                         | Kapazität |
| ------------------- | ------------ | --------------------------------------------------- | --------- |
| Arda Kardschali     | Kardschali   | Arena Arda                                          | 11.114    |
| Beroe Stara Sagora  | Stara Sagora | Beroe-Stadion                                       | 12.128    |
| Botew Plowdiw       | Plowdiw      | Christo-Botew-Stadion                               | 18.777    |
| Botew Wraza         | Wraza        | Christo-Botew-Stadion                               | 12.000    |
| Hebar Pasardschik   | Pasardschik  | Georgi-Benkowski-Stadion                            | 13.128    |
| FK Krumowgrad       | Krumowgrad   | Sporten Komplex Nikola Schterew – Starika (Plowdiw) | 03.500    |
| Lewski Sofia        | Sofia        | Georgi-Asparuchow-Stadion                           | 25.000    |
| Lokomotive Plowdiw  | Plowdiw      | Lokomotiw-Stadion                                   | 13.220    |
| Lokomotive Sofia    | Sofia        | Lokomotiw-Stadion                                   | 22.000    |
| Ludogorez Rasgrad   | Rasgrad      | Arena Ludogorez                                     | 10.422    |
| Septemwri Sofia     | Sofia        | DIT-Stadion                                         | 01.700    |
| Slawia Sofia        | Sofia        | Stadion Aleksandar Schalamanow                      | 25.556    |
| Spartak Warna       | Warna        | Spartak-Stadion                                     | 06.000    |
| Tscherno More Warna | Warna        | Titscha-Stadion                                     | 08.250    |
| ZSKA Sofia          | Sofia        | Balgarska-Armija-Stadion                            | 18.495    |
| ZSKA 1948 Sofia     | Bistriza     | Bistriza-Stadion                                    | 02.000    |

## Bulgarische Fußballmeister
- 1924 nicht beendet
- 1925 Wladislaw Warna
- 1926 Wladislaw Warna
- 1927 nicht ausgetragen
- 1928 Slawia Sofia
- 1929 Botew Plowdiw
- 1930 Slawia Sofia
- 1931 AS 23 Sofia

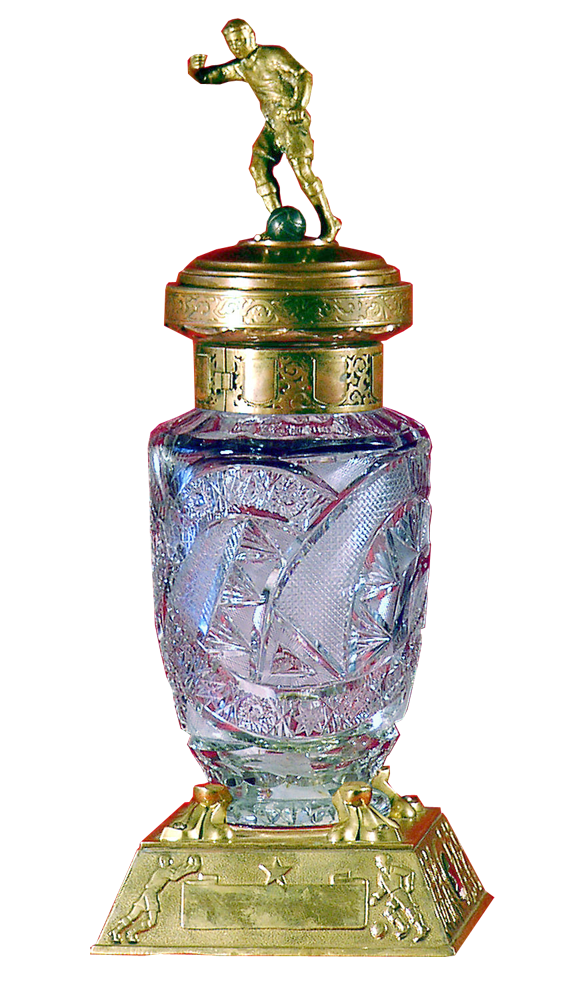
Der frühere Pokal der A Grupa

- 1932 Schipenski Sokol Warna
- 1933 Lewski Sofia
- 1934 Wladislaw Warna
- 1935 Sportklub Sofia
- 1936 Slawia Sofia
- 1937 Lewski Sofia
- 1937/38 Titscha Warna
- 1938/39 Slawia Sofia
- 1939/40 ZSK Sofia
- 1941 Slawia Sofia
- 1942 Lewski Sofia
- 1943 Slawia Sofia
- 1944 nicht ausgetragen
- 1945 Lokomotive Sofia
- 1946 Lewski Sofia
- 1947 Lewski Sofia
- 1948 ZSKA Sofia
- 1948/49 Lewski Sofia
- 1950 Lewski Sofia
- 1951 ZSKA Sofia
- 1952 ZSKA Sofia
- 1953 Lewski Sofia
- 1954 ZSKA Sofia
- 1955 ZSKA Sofia
- 1956 ZSKA Sofia
- 1957 ZSKA Sofia
- 1958 ZSKA Sofia
- 1958/59 ZSKA Sofia
- 1959/60 ZSKA Sofia
- 1960/61 ZSKA Sofia
- 1961/62 ZSKA Sofia
- 1962/63 Spartak Plowdiw
- 1963/64 Lokomotive Sofia
- 1964/65 Lewski Sofia
- 1965/66 ZSKA Sofia
- 1966/67 Botew Plowdiw
- 1967/68 Lewski Sofia
- 1968/69 ZSKA Sofia
- 1969/70 Lewski Sofia
- 1970/71 ZSKA Sofia
- 1971/72 ZSKA Sofia
- 1972/73 ZSKA Sofia
- 1973/74 Lewski Sofia
- 1974/75 ZSKA Sofia
- 1975/76 ZSKA Sofia
- 1976/77 Lewski Sofia
- 1977/78 Lokomotive Sofia
- 1978/79 Lewski Sofia
- 1979/80 ZSKA Sofia
- 1980/81 ZSKA Sofia
- 1981/82 ZSKA Sofia
- 1982/83 ZSKA Sofia
- 1983/84 Lewski Sofia
- 1984/85 Lewski Sofia
- 1985/86 Beroe Stara Sagora
- 1986/87 ZSKA Sofia
- 1987/88 Lewski Sofia
- 1988/89 ZSKA Sofia
- 1989/90 ZSKA Sofia
- 1990/91 Etar Weliko Tarnowo
- 1991/92 ZSKA Sofia
- 1992/93 Lewski Sofia
- 1993/94 Lewski Sofia
- 1994/95 Lewski Sofia
- 1995/96 Slawia Sofia
- 1996/97 ZSKA Sofia
- 1997/98 Litex Lowetsch
- 1998/99 Litex Lowetsch
- 1999/00 Lewski Sofia
- 2000/01 Lewski Sofia
- 2001/02 Lewski Sofia
- 2002/03 ZSKA Sofia
- 2003/04 Lokomotive Plowdiw
- 2004/05 ZSKA Sofia
- 2005/06 Lewski Sofia
- 2006/07 Lewski Sofia
- 2007/08 ZSKA Sofia
- 2008/09 Lewski Sofia
- 2009/10 Litex Lowetsch
- 2010/11 Litex Lowetsch
- 2011/12 Ludogorez Rasgrad
- 2012/13 Ludogorez Rasgrad
- 2013/14 Ludogorez Rasgrad
- 2014/15 Ludogorez Rasgrad
- 2015/16 Ludogorez Rasgrad
- 2016/17 Ludogorez Rasgrad
- 2017/18 Ludogorez Rasgrad
- 2018/19 Ludogorez Rasgrad
- 2019/20 Ludogorez Rasgrad
- 2020/21 Ludogorez Rasgrad
- 2021/22 Ludogorez Rasgrad
- 2022/23 Ludogorez Rasgrad
- 2023/24 Ludogorez Rasgrad
- 2024/25 Ludogorez Rasgrad

### Anzahl der Meistertitel

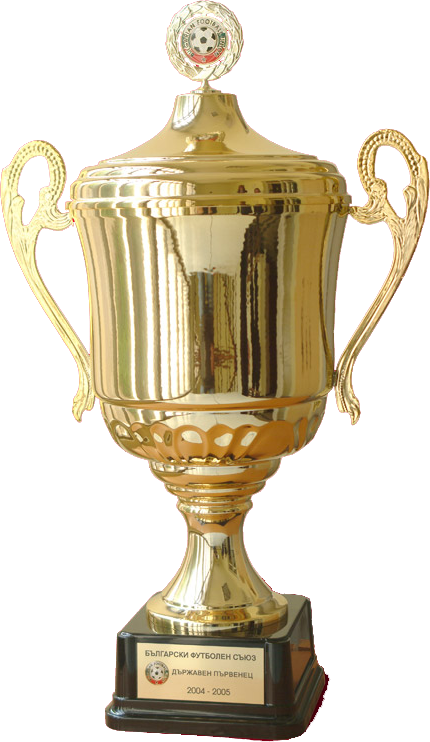
A Grupa Pokal

| Rang | Verein                 | Titel | Spielzeiten |
| ---- | ---------------------- | ----- | --- |
| 1.   | ZSKA Sofia             | 31    | 1948, 1951, 1952, 1954, 1955, 1956, 1957, 1958, 1959, 1960, 1961, 1962, 1966, 1969, 1971, 1972, 1973, 1975, 1976, 1980, 1981, 1982, 1983, 1987, 1989, 1990, 1992, 1997, 2003, 2005, 2008 |
| 2.   | Lewski Sofia           | 26    | 1933, 1937, 1942, 1946, 1947, 1949, 1950, 1953, 1965, 1968, 1970, 1974, 1977, 1979, 1984, 1985, 1988, 1993, 1994, 1995, 2000, 2001, 2002, 2006, 2007, 2009                               |
| 3.   | Ludogorez Rasgrad      | 14    | 2012, 2013, 2014, 2015, 2016, 2017, 2018, 2019, 2020, 2021, 2022, 2023, 2024, 2025 |
| 4.   | Slawia Sofia           | 7     | 1928, 1930, 1936, 1939, 1941, 1943, 1996 |
| 5.   | Tscherno More Warna    | 4     | 1925, 1926, 1934, 1938 |
| 5.   | Lokomotive Sofia       | 4     | 1940, 1945, 1964, 1978 |
| 5.   | Litex Lowetsch         | 4     | 1998, 1999, 2010, 2011 |
| 8.   | Botew Plowdiw          | 2     | 1929, 1967 |
| 9.   | AS 23 Sofia            | 1     | 1931 |
| 9.   | Spartak Warna          | 1     | 1932 |
| 9.   | Sportklub Sofia        | 1     | 1935 |
| 9.   | Spartak Plowdiw        | 1     | 1963 |
| 9.   | Beroe Stara Sagora     | 1     | 1986 |
| 9.   | FK Etar Weliko Tarnowo | 1     | 1991 |
| 9.   | Lokomotive Plowdiw     | 1     | 2004 |

### Rekordmeister
- 1925–1929: Wladislaw Warna (1–2)
- 1930–1933: Wladislaw Warna und Slawia Sofia (je 2)
- 1934–1935: Wladislaw Warna (3)
- 1936–1940: Wladislaw Warna und Slawia Sofia (je 3)
- 1941–1943: Slawia Sofia (4–5)
- 1947–1948: Slawia und Lewski Sofia (je 5)
- 1949–1956: Lewski Sofia (6–8)
- 1957: Lewski und ZSKA Sofia (je 8)
- seit 1958: ZSKA Sofia (9–31)

## Bulgarische Meister nach Städten
| Stadt          | Titel | Verein |
| -------------- | ----- | --- |
| Sofia          | 70    | ZSKA Sofia (31), Lewski Sofia (26), Slawia Sofia (7), Lokomotive Sofia (4), AS 23 Sofia (1), Sportklub Sofia (1) |
| Rasgrad        | 14    | Ludogorez Rasgrad (14)                                                                                           |
| Warna          | 5     | Tscherno More Warna (4), Spartak Warna (1)                                                                       |
| Plowdiw        | 4     | Botew Plowdiw (2), Lokomotive Plowdiw (1), Spartak Plowdiw (1)                                                   |
| Lowetsch       | 4     | Litex Lowetsch (4)                                                                                               |
| Stara Sagora   | 1     | Beroe Stara Sagora (1)                                                                                           |
| Weliko Tarnowo | 1     | FK Etar Weliko Tarnowo (1)                                                                                       |

## Rekorde
- Rekordmeister: ZSKA Sofia – 31-mal
- Die meisten Jahre in der Liga: Lewski Sofia – alle 86 Saisons
- Die wenigsten Jahre in der Liga: Tschernomorez Burgas (Sofia), PFK Nessebar, Olimpik Tetewen, Benkowski Widin, Tscherweno sname Pawlikeni und Rosowa Dolina Kasanlak spielten nur ein Jahr in der A Grupa
- Die meisten Meisterschaften in Folge: Ludogorez Rasgrad, 13 (Stand am Ende der Saison 2023/24)
- Die meisten Siege in einer Saison: Ludogorez Rasgrad – 27 Siege in 36 Spielen (2017/18)
- Die meisten Niederlagen in einer Saison: Torpedo Russe, Rakowski Russe und Tschernomorez Burgas (Sofia) verloren 30 von 36 Spielen einer Saison
- Die meisten Tore in einer Saison: Lewski Sofia – 96 Tore (2006/07)
- Die wenigsten Tore in einer Saison: Tscherno More Warna, Rakowski Russe, Tschernomorez Burgas (Sofia) und Torpedo Russe schossen nur 8 Tore in einer Saison
- Die meisten Gegentore in einer Saison: Tschernomorez Burgas (Sofia) – 131 (2006/07)
- Die wenigsten Gegentore in einer Saison: ZSKA Sofia und Spartak Sofia bekamen nur 7 Gegentore in einer Saison
- Der höchste Sieg: ZSKA Sofia – Torpedo Russe 12:0 (1951)

## Spielerrekorde
- Rekordmeister der Spieler: Manol Manolow – 12-mal mit ZSKA Sofia
- Die meisten Tore in einer Saison: Christo Stoitschkow – 38 Tore für ZSKA Sofia in der Saison 1989/90
- Die meisten Tore in einem Spiel: Petar Mihajlow (für ZSKA Sofia gegen Torpedo Russe im Jahr 1951), Iwo Georgiew (für Spartak Warna gegen Spartak Plowdiw in der Saison 1995/96), Todor Pramatarow (für Slawia Sofia gegen Rakowski Russe in der Saison 1996/97) und Zwetan Genkow (für Lokomotive Sofia gegen Tschernomorez Burgas (Sofia) in der Saison 2006/07) – schossen je 6 Tore in einem Spiel

| Rang | Spieler             | Tore |
| ---- | ------------------- | ---- |
| 1    | Petar Schekow       | 253  |
| 2    | Martin Kamburow     | 246  |
| 3    | Nasko Sirakow       | 196  |
| 4    | Dinko Dermendschiew | 194  |
| 5    | Christo Bonew       | 185  |
| 6    | Plamen Getow        | 164  |
| 7    | Nikola Kotkow       | 163  |
| 8    | Stefan Bogomilow    | 162  |
| 9    | Petar Michtarski    | 158  |
| 10   | Petko Petkow        | 152  |

| Rang | Spieler             | Spiele |
| ---- | ------------------- | ------ |
| 1    | Georgi Iliew        | 461    |
| 2    | Marin Bakalow       | 454    |
| 3    | Dinko Dermendschiew | 447    |
| 4    | Widen Apostolow     | 444    |
| 5    | Todor Marew         | 422    |
| 6    | Christo Bonew       | 410    |
| 7    | Martin Kamburow     | 410    |
| 8    | Zaprijan Rakow      | 403    |
| 9    | Malin Oratschew     | 398    |
| 10   | Todor Jantschew     | 395    |

## Torschützenkönige
| Jahr | Name                  | Verein                                | Tore |
| ---- | --------------------- | ------------------------------------- | ---- |
| 1938 | Krum Milew            | Slawia Sofia                          | 12   |
| 1939 | Georgi Patschedschiew | AS 23 Sofia                           | 14   |
| 1940 | Janko Stojanow        | Lewski Sofia                          | 14   |
| 1940 | Dimitar Nikolaew      | FK '13 Sofia                          | 14   |
| 1949 | Dimitar Milanow       | ZSKA Sofia                            | 11   |
| 1949 | Nedko Nedew           | Tscherno More Warna                   | 11   |
| 1950 | Ljubomir Chranow      | Lewski Sofia                          | 13   |
| 1951 | Dimitar Milanow       | ZSKA Sofia                            | 14   |
| 1952 | Dimitar Isakow        | Slawia Sofia                          | 10   |
| 1952 | Dobromir Taschkow     | Spartak Sofia                         | 10   |
| 1953 | Dimitar Mintschew     | Spartak Plewen/WWS Sofia              | 15   |
| 1954 | Dobromir Taschkow     | Slawia Sofia                          | 25   |
| 1955 | Todor Diew            | Spartak Plowdiw                       | 13   |
| 1956 | Pawel Wladimirow      | Minjor Pernik                         | 16   |
| 1957 | Christo Iliew         | Lewski Sofia                          | 14   |
| 1957 | Dimitar Milanow       | ZSKA Sofia                            | 14   |
| 1958 | Dobromir Taschkow     | Slawia Sofia                          | 9    |
| 1958 | Georgi Arnaudov       | Spartak Warna                         | 9    |
| 1959 | Aleksandar Wassilew   | Slawia Sofia                          | 13   |
| 1960 | Dimitar Jordanow      | Lewski Sofia                          | 12   |
| 1960 | Ljuben Kostow         | Spartak Warna                         | 12   |
| 1961 | Iwan Sotirow          | Botew Plowdiw                         | 20   |
| 1962 | Nikola Jordanow       | Dunaw Russe                           | 23   |
| 1962 | Todor Diew            | Spartak Plowdiw                       | 23   |
| 1963 | Todor Diew            | Spartak Plowdiw                       | 26   |
| 1964 | Nikola Zanew          | ZSKA Sofia                            | 26   |
| 1965 | Georgi Asparuchow     | Lewski Sofia                          | 27   |
| 1966 | Trajtscho Spasow      | Marek Dupniza                         | 21   |
| 1967 | Petar Schekow         | Beroe Stara Sagora                    | 21   |
| 1968 | Petar Schekow         | Beroe Stara Sagora                    | 31   |
| 1969 | Petar Schekow         | ZSKA Sofia                            | 36   |
| 1970 | Petar Schekow         | ZSKA Sofia                            | 31   |
| 1971 | Dimitar Jakimow       | ZSKA Sofia                            | 26   |
| 1972 | Petar Schekow         | ZSKA Sofia                            | 27   |
| 1973 | Petar Schekow         | ZSKA Sofia                            | 29   |
| 1974 | Petko Petkow          | Beroe Stara Sagora                    | 19   |
| 1974 | Kiril Milanow         | Lewski Sofia                          | 19   |
| 1975 | Iwan Pritargow        | Botew Plowdiw                         | 20   |
| 1976 | Petko Petkow          | Beroe Stara Sagora                    | 18   |
| 1976 | Pavel Panow           | Lewski Sofia                          | 18   |
| 1977 | Pawel Panow           | Lewski Sofia                          | 20   |
| 1978 | Stojtscho Mladenow    | Beroe Stara Sagora                    | 21   |
| 1979 | Rusi Gotschew         | FC Tschernomorez Burgas/ Lewski Sofia | 19   |
| 1980 | Spas Dschewisow       | ZSKA Sofia                            | 23   |
| 1981 | Georgi Slawkow        | Botew Plowdiw                         | 31   |

| Jahr | Name                | Verein                       | Tore |
| ---- | ------------------- | ---------------------------- | ---- |
| 1982 | Michail Waltschew   | Lewski Sofia                 | 24   |
| 1983 | Antim Pechliwanow   | Botew Plowdiw                | 20   |
| 1984 | Eduard Eranosjan    | Lokomotive Plowdiw           | 19   |
| 1985 | Plamen Getow        | Spartak Pleven               | 26   |
| 1986 | Atanas Paschew      | Botew Plowdiw                | 30   |
| 1987 | Nasko Sirakow       | Lewski Sofia                 | 36   |
| 1988 | Nasko Sirakow       | Lewski Sofia                 | 28   |
| 1989 | Christo Stoitschkow | ZSKA Sofia                   | 23   |
| 1990 | Christo Stoitschkow | ZSKA Sofia                   | 38   |
| 1991 | Iwajlo Jordanow     | Lok Gorna Orjachowiza        | 21   |
| 1992 | Nasko Sirakow       | Lewski Sofia                 | 26   |
| 1993 | Plamen Getow        | Lewski Sofia                 | 26   |
| 1994 | Nasko Sirakow       | Lewski Sofia                 | 30   |
| 1995 | Petar Michtarski    | ZSKA Sofia                   | 24   |
| 1996 | Iwo Georgiew        | Spartak Warna                | 21   |
| 1997 | Todor Pramatarow    | Slawia Sofia                 | 26   |
| 1998 | Anton Spasow        | FK Neftochmic Burgas         | 17   |
| 1998 | Bontscho Gentschew  | ZSKA Sofia                   | 17   |
| 1999 | Dimtscho Beljakow   | Litex Lowetsch               | 21   |
| 2000 | Michail Mihajlow    | Welbaschd Kjustendil         | 20   |
| 2001 | Georgi Iwanow       | Lewski Sofia                 | 19   |
| 2001 | Christo Jowow       | Litex Lowetsch               | 19   |
| 2002 | Wladimir Mantschew  | ZSKA Sofia                   | 21   |
| 2003 | Georgi Tschilikow   | Lewski Sofia                 | 23   |
| 2004 | Martin Kamburow     | Lokomotive Plowdiw           | 26   |
| 2005 | Martin Kamburow     | Lokomotive Plowdiw           | 27   |
| 2006 | Milivoje Novakovič  | Litex Lowetsch               | 16   |
| 2006 | José Emílio Furtado | Wichren Sandanski/ZSKA Sofia | 16   |
| 2007 | Zwetan Genkow       | Lokomotive Sofia             | 27   |
| 2008 | Georgi Christow     | Botew Plowdiw                | 19   |
| 2009 | Martin Kamburow     | Lokomotive Sofia             | 16   |
| 2010 | Wilfried Niflore    | Litex Lowetsch               | 19   |
| 2011 | Garra Dembele       | Lewski Sofia                 | 26   |
| 2012 | Iwan Stojanow       | Ludogorez Rasgrad            | 16   |
| 2012 | Júnior Moraes       | ZSKA Sofia                   | 16   |
| 2013 | Basile de Carvalho  | Lewski Sofia                 | 19   |
| 2014 | Martin Kamburow     | Lokomotive Plowdiw           | 20   |
| 2014 | Wilmar Jordán       | Litex Lowetsch               | 20   |
| 2015 | Añete               | Lewski Sofia                 | 14   |
| 2016 | Martin Kamburow     | Lokomotive Plowdiw           | 18   |
| 2017 | Claudiu Keșerü      | Ludogorez Rasgrad            | 22   |
| 2018 | Claudiu Keșerü      | Ludogorez Rasgrad            | 26   |
| 2019 | Stanislav Kostov    | Lewski Sofia                 | 24   |
| 2020 | Martin Kamburow     | Lokomotive Plowdiw           | 18   |
| 2021 | Claudiu Keșerü      | Ludogorez Rasgrad            | 18   |
| 2022 | Pieros Sotiriou     | Ludogorez Rasgrad            | 17   |
| 2023 | Iwajlo Tschotschew  | ZSKA 1948 Sofia              | 21   |
| 2024 | Aleksandar Kolew    | FK Krumowgrad                | 15   |

## UEFA-Fünfjahreswertung
Platzierung in der UEFA-Fünfjahreswertung:
(in Klammern die Vorjahresplatzierung). Die Kürzel CL, EL und CO hinter den Länderkoeffizienten geben die Anzahl der Vertreter in der Saison 2025/26 der Champions League, der Europa League sowie der Conference League an.
- 25.  (23)  Schweden (Liga, Pokal) – Koeffizient: 21.500 – CL: 1, EL: 1, CO: 2
- 26.  (26)  Rumänien (Liga, Pokal) – Koeffizient: 21.375 – CL: 1, EL: 1, CO: 2
- 27.  (27)  Bulgarien (Liga, Pokal) – Koeffizient: 20.375 – CL: 1, EL: 1, CO: 2
- 28.  (29)  Aserbaidschan (Liga, Pokal) – Koeffizient: 20.125 – CL: 1, EL: 1, CO: 2
- 29.  (28)  Slowakei (Liga, Pokal) – Koeffizient: 19.625 – CL: 1, EL: 1, CO: 2

Stand: Ende der Europapokalsaison 2023/24

## Zuschauerzahlen
In der regulären Saison 2019/20 betrug die durchschnittliche Zuschauerzahl 1.754 Personen pro Spiel. Den höchsten durchschnittlichen Zuschauerschnitt wiesen Levski Sofia (4.988) und CSKA Sofia (3.196). Wegen der COVID-19-Pandemie in Bulgarien waren in der Saison 2020/21 erst ab dem 24. April mit 30 % Stadionkapazität wieder Zuschauer zugelassen, mit maximal 1000 Besucher pro Block. Die Kapazität wurde am 19. Mai auf 50 % erhöht.
| Saison (Regulär) | Schnitt | Spiele | Gesamt  |
| ---------------- | ------- | ------ | ------- |
| 2009/10          | 1.824   | 225    | 410.330 |
| 2010/11          | 1.798   | 239    | 429.799 |
| 2011/12          | 2.033   | 239    | 485.840 |
| 2012/13          | 2.639   | 236    | 622.777 |
| 2013/14          | 1.922   | 182    | 349.850 |
| 2014/15          | 2.119   | 132    | 279.713 |
| 2015/16          | 2.172   | 144    | 312.725 |
| 2016/17          | 1.561   | 182    | 284.036 |
| 2017/18          | 1.647   | 182    | 299.710 |
| 2018/19          | 1.824   | 182    | 331.890 |
| 2019/20          | 1.754   | 182    | 319.211 |
| 2020/21          | 0423    | 182    | 077.003 |
| 2021/22          | 1.454   | 182    | 264.660 |